# Ciemnica (religia)

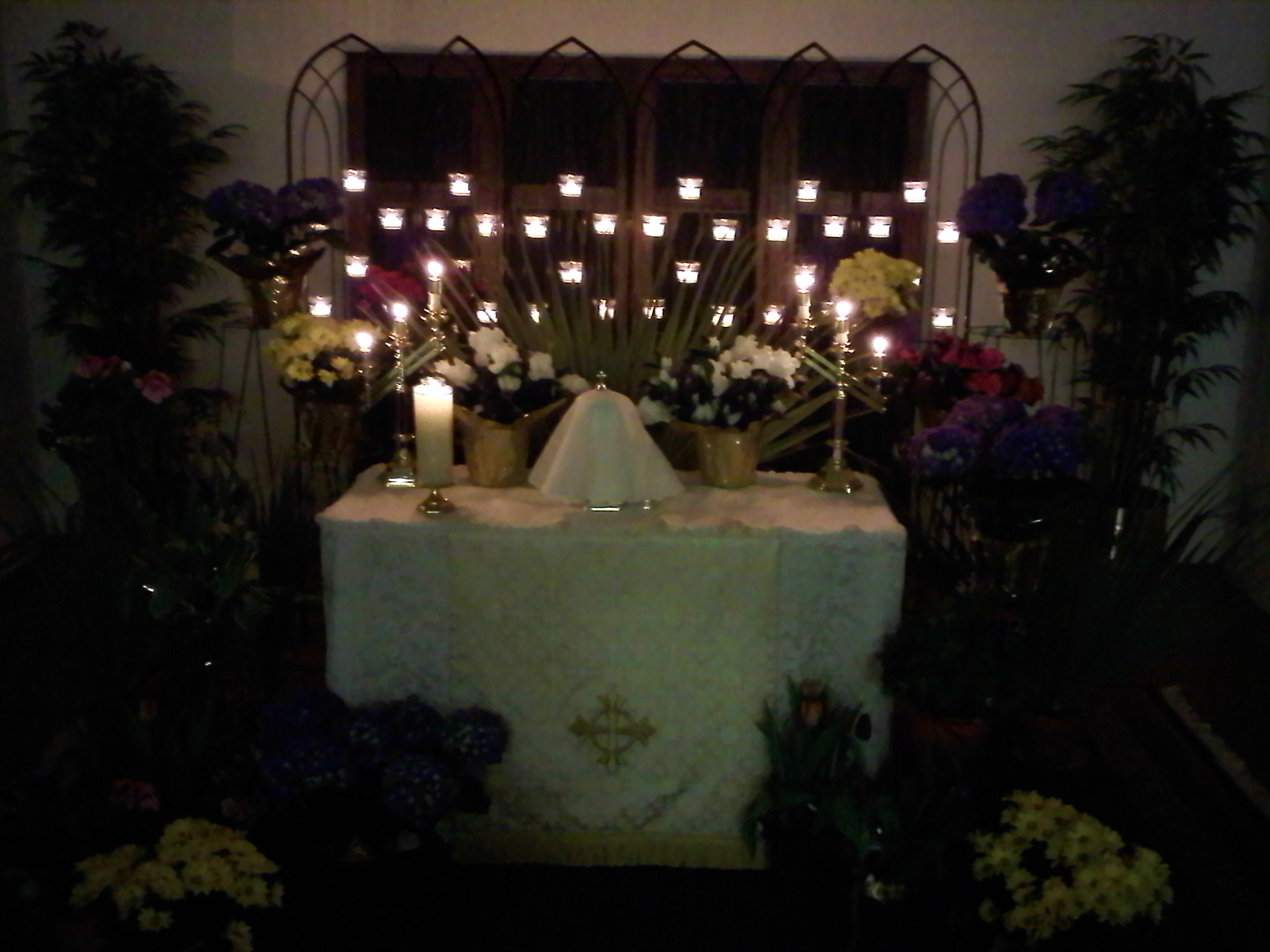
Ciemnica w kościele episkopalnym

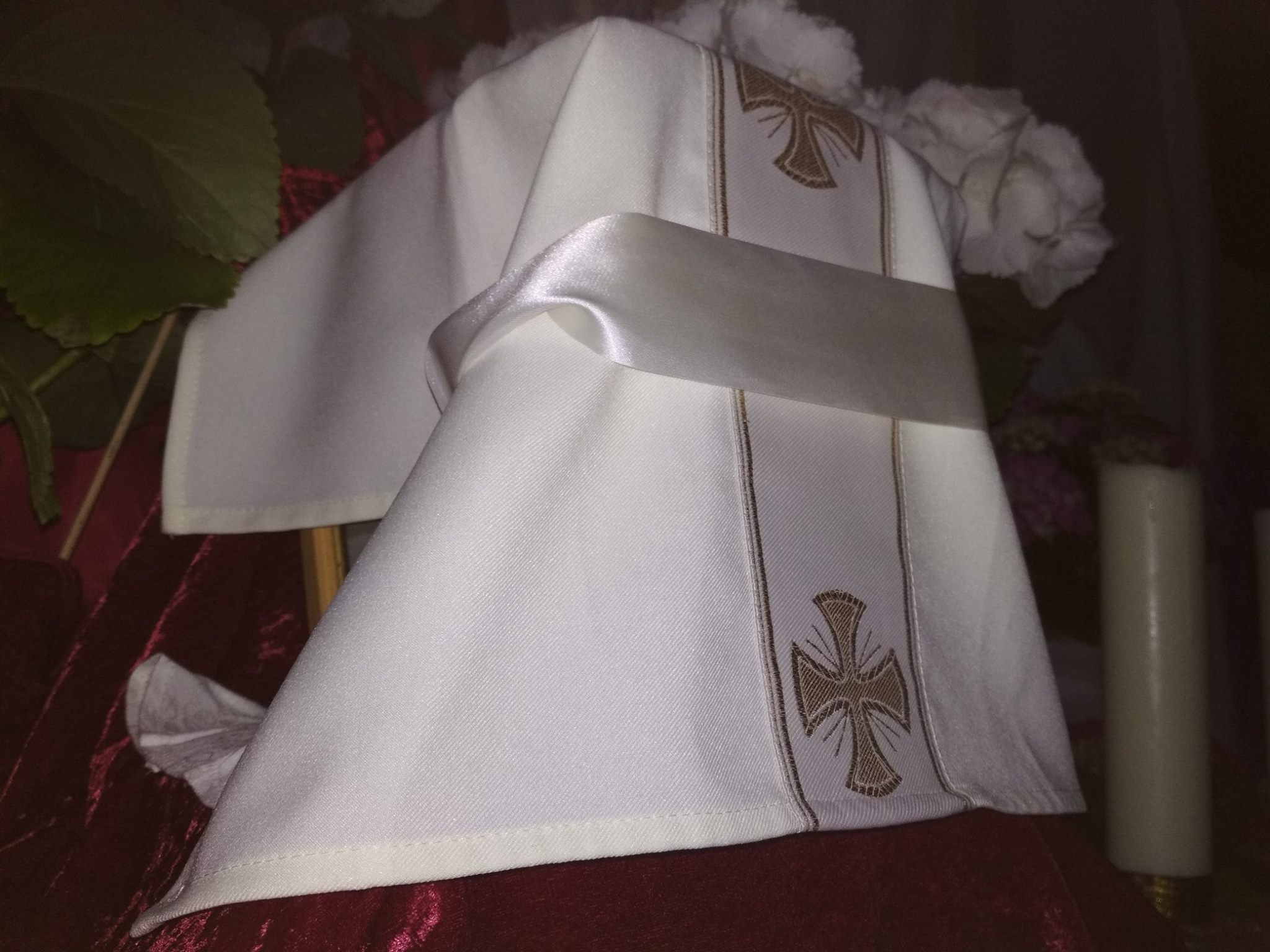
Przewiązany welon kielichowy, znajdujący się w ciemnicy (liturgia mariawicka).

Ciemnica – w chrześcijaństwie tymczasowa kaplica do przechowywania Najświętszego Sakramentu w czasie Triduum.
Ciemnica to ozdobiona okolicznościowa kaplica lub ołtarz do przechowywania Najświętszego Sakramentu od mszy świętej Wieczerzy Pańskiej w Wielki Czwartek do liturgii Wielkiego Piątku. Przygotowuje się ją we wszystkich kościołach parafialnych. Upamiętnia uwięzienie Chrystusa przed śmiercią.